# Davide Boscaro
Davide Boscaro (Padova, 13 luglio 2000) è un pistard e ciclista su strada italiano che corre per il Team Colpack Ballan CSB e per il Gruppo Sportivo Fiamme Azzurre. Nel 2021 è stato campione italiano Elite di keirin.

## Palmarès

### Pista
- 2018 (Juniores)

Campionati italiani, Chilometro a cronometro Juniores
Campionati italiani, Omnium Juniores
- 2021

Campionati italiani, Keirin
- 2022

Campionati europei, Inseguimento a squadre Under-23 (con Niccolò Galli, Manlio Moro e Mattia Pinazzi)
Campionati europei, Corsa a eliminazione Under-23
Campionati italiani, Chilometro a cronometro
- 2023

6 Sere di Pordenone, Americana (con Matteo Donegà)
6 Sere di Pordenone, Corsa a eliminazione
GP Brno, Americana (con Samuel Quaranta)
GP Brno, Omnium

### Strada
- 2017 (Juniores)[1]

Trofeo Sportivi di San Martino
Trofeo Lorenzo Mola
- 2018 (Juniores)[2]

Gran Premio Le Risorgive
2ª tappa 3Tre Bresciana (Torbole Casaglia > Torbole Casaglia)
Gran Premio Banca Annia
Gran Premio Sportivi Visanesi
Gran Premio Esercenti e Industria - Calcara
Trofeo Città del Santo
- 2021 (Team Colpack Ballan)[4]

Trofeo Sportivi di Pieve al Toppo
Gran Premio Sportivi Sestesi
Pistoia-Fiorano
- 2022 (Team Colpack Ballan)[5]

Gran Premio San Bernardini
Gran Premio della Battaglia
- 2023 (Team Colpack Ballan, una vittoria)

4ª tappa, 2ª semitappa Vuelta a Formosa Internacional (Formosa > Formosa)

#### Altri successi
- 2021 (Team Colpack Ballan)

Campionati italiani, Cronosquadre Under-23
- 2023 (Team Colpack Ballan)

Targa Libero Ferrario

## Piazzamenti

### Competizioni mondiali
- Campionati del mondo su pista

Montichiari 2017 - Velocità a squadre Junior: 7º
Montichiari 2017 - Chilometro a cronometro Junior: 5º
Aigle 2018 - Inseguimento a squadre Junior: 4º
Aigle 2018 - Chilometro a cronometro Junior: 6º
Roubaix 2021 - Chilometro a cronometro: 9º
St. Quentin-en-Yvelines 2022 - Chilometro a cronometro: 19º
Ballerup 2024 - Inseguimento a squadre: 11º

### Competizioni europee
- Campionati europei su pista

Anadia 2017 - Chilometro a cronometro Junior: 11º
Aigle 2018 - Inseguimento a squadre Junior: 2º
Aigle 2018 - Chilometro a cronometro Junior: 17º
Gand 2019 - Chilometro a cronometro Under-23: 5º
Gand 2019 - Inseguimento a squadre Under-23: 4º
Fiorenzuola d'Arda 2020 - Inseguimento a squadre Under-23: 2º
Fiorenzuola d'Arda 2020 - Americana Under-23: 6º
Apeldoorn 2021 - Inseguimento a squadre Under-23: 3º
Apeldoorn 2021 - Americana Under-23: 7º
Grenchen 2021 - Chilometro a cronometro: 7º
Grenchen 2021 - Keirin: ritirato
Anadia 2022 - Inseguimento a squadre Under-23: vincitore
Anadia 2022 - Corsa a eliminazione Under-23: vincitore
Monaco di Baviera 2022 - Chilometro a cronometro: 9º
Apeldoorn 2024 - Inseguimento a squadre: 3º
- Giochi europei

Minsk 2019 - Chilometro: 10º
Minsk 2019 - Velocità a squadre: 10º